# Tage Ekfeldt

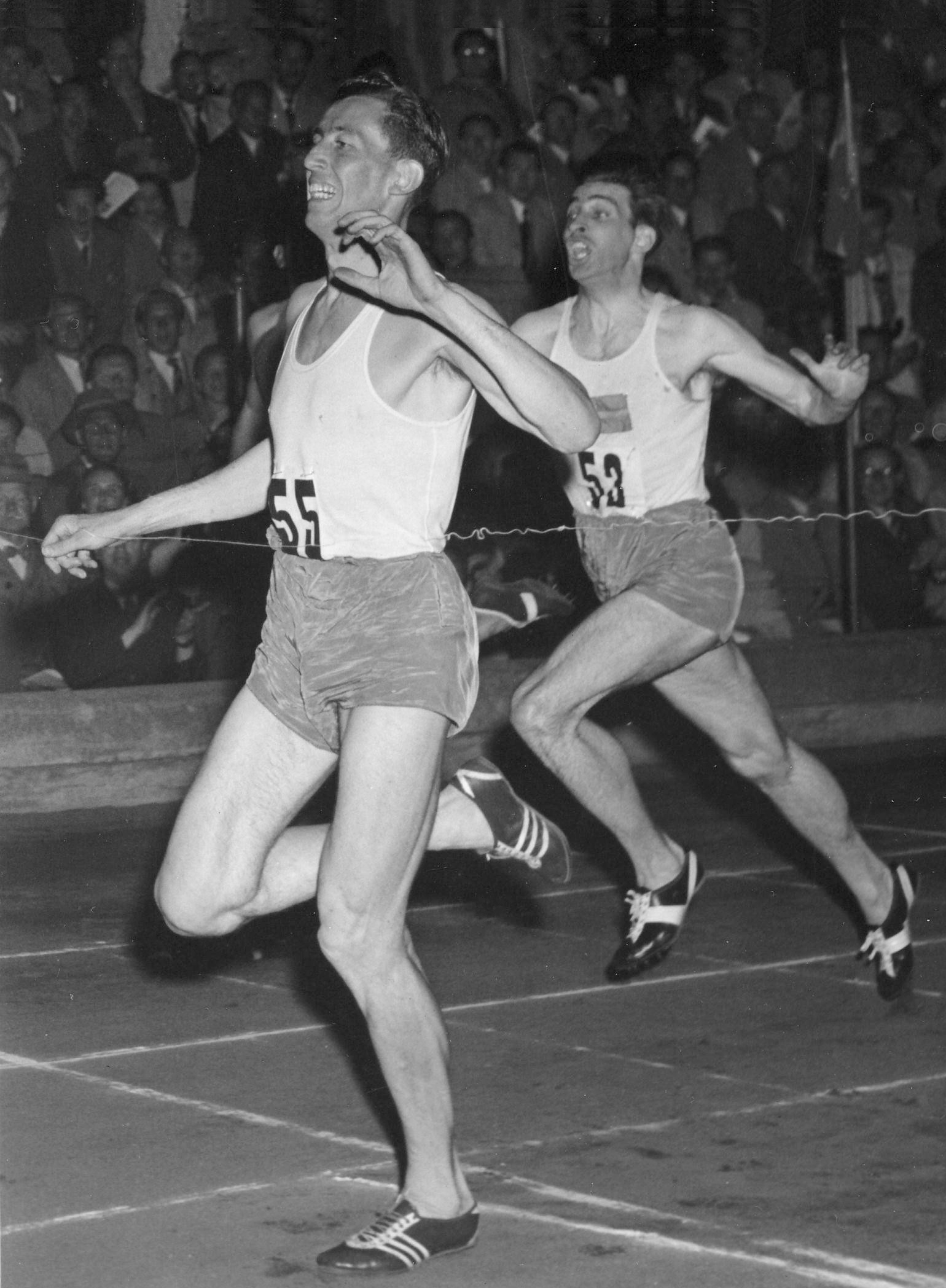
Tage Ekfeldt (links) und Gösta Brännström

Tage Ekfeldt (Tage Henning Ekfeldt; * 14. Juni 1926 in Kuddby, Norrköping; † 28. Dezember 2005 in Skövde) war ein schwedischer Sprinter und Mittelstreckenläufer.
Bei den Europameisterschaften 1950 in Brüssel gewann er Bronze in der 4-mal-400-Meter-Staffel.
1952 schied er bei den Olympischen Spielen in Helsinki über 400 Meter und in der 4-mal-400-Meter-Staffel im Vorlauf aus.
Bei den Europameisterschaften 1954 in Bern wurde er Vierter in der 4-mal-400-Meter-Staffel und Siebter über 800 Meter.
1952 wurde er Schwedischer Meister über 400 Meter und 1952 sowie 1953 über 800 Meter.

## Persönliche Bestzeiten
- 400 m: 47,6 s, 1952
- 800 m: 1:49,0 min, 14. August 1953, Örebro